# Bécordel-Bécourt
Pour les articles homonymes, voir Bécourt (homonymie).
Bécordel-Bécourt est une commune française située dans le département de la Somme en région Hauts-de-France.

## Géographie

### Localisation
Bécordel-Bécourt est une commune picarde jouxtant la ville d'Albert.

#### Communes limitrophes
|         | Ovillers-la-Boisselle |          |
| Albert  | Bécordel-Bécourt      | Fricourt |
| Méaulte |                       |          |

### Nature du sol et du sous-sol
Le sol de la commune est argileux dans la vallée et calcaire sur le plateau.

### Relief, paysage, végétation
Le paysage de la commune est celui d'une vallée et d'un plateau qui se relève d'une dizaine de mètres au nord et au sud.

### Hydrographie

#### Réseau hydrographique
La commune est située dans le bassin Artois-Picardie. Elle est drainée par le Fossé.

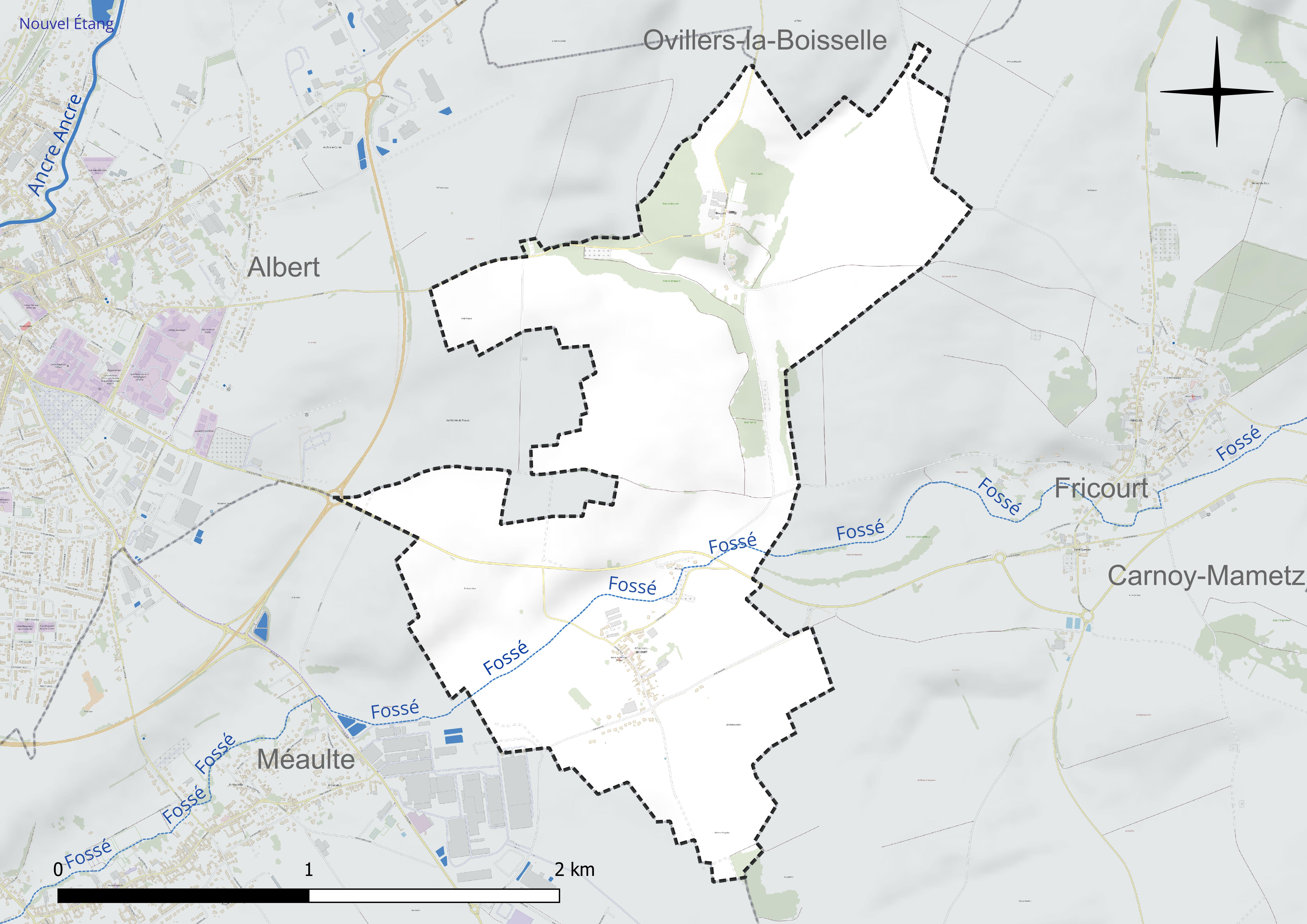
Réseau hydrographique de Bécordel-Bécourt.

#### Gestion et qualité des eaux
Le territoire communal est couvert par le schéma d'aménagement et de gestion des eaux (SAGE) « Somme aval et Cours d'eau côtiers ». Ce document de planification concerne un territoire de 1 835 km2 de superficie, délimité par le bassin versant de la Somme canalisée. Le périmètre a été arrêté le 29 avril 2010 et le SAGE proprement dit a été approuvé le 6 août 2019. La structure porteuse de l'élaboration et de la mise en œuvre est le syndicat mixte d'aménagement hydraulique du bassin versant de la Somme (AMEVA).
La qualité des cours d'eau peut être consultée sur un site dédié géré par les agences de l'eau et l'Agence française pour la biodiversité.

### Climat
Pour des articles plus généraux, voir Climat des Hauts-de-France et Climat de la Somme.
En 2010, le climat de la commune est de type climat océanique dégradé des plaines du Centre et du Nord, selon une étude du CNRS s'appuyant sur une série de données couvrant la période 1971-2000. En 2020, Météo-France publie une typologie des climats de la France métropolitaine dans laquelle la commune est exposée à un climat océanique et est dans la région climatique Nord-est du bassin Parisien, caractérisée par un ensoleillement médiocre, une pluviométrie moyenne régulièrement répartie au cours de l'année et un hiver froid (3 °C).
Pour la période 1971-2000, la température annuelle moyenne est de 10,3 °C, avec une amplitude thermique annuelle de 14,2 °C. Le cumul annuel moyen de précipitations est de 748 mm, avec 12,5 jours de précipitations en janvier et 8,9 jours en juillet. Pour la période 1991-2020, la température moyenne annuelle observée sur la station météorologique la plus proche, située sur la commune de Méaulte à 2 km à vol d'oiseau, est de 10,7 °C et le cumul annuel moyen de précipitations est de 730,3 mm,. Pour l'avenir, les paramètres climatiques de la commune estimés pour 2050 selon différents scénarios d'émission de gaz à effet de serre sont consultables sur un site dédié publié par Météo-France en novembre 2022.
| Mois                                  | jan.           | fév.           | mars          | avril         | mai             | juin           | jui.           | août           | sep.         | oct.          | nov.            | déc.           | année      |
| ------------------------------------- | -------------- | -------------- | ------------- | ------------- | --------------- | -------------- | -------------- | -------------- | ------------ | ------------- | --------------- | -------------- | ---------- |
| Température minimale moyenne (°C)     | 1,1            | 1,2            | 3,3           | 5,1           | 8,2             | 11             | 12,9           | 13             | 10,5         | 7,6           | 4,3             | 1,8            | 6,7        |
| Température moyenne (°C)              | 3,6            | 4,2            | 7,2           | 9,9           | 13,2            | 16,1           | 18,3           | 18,5           | 15,2         | 11,2          | 7               | 4,1            | 10,7       |
| Température maximale moyenne (°C)     | 6              | 7,1            | 11,1          | 14,7          | 18,2            | 21,2           | 23,6           | 23,9           | 20           | 14,9          | 9,7             | 6,4            | 14,7       |
| Record de froid (°C) date du record   | −13,7 17.01.13 | −13 07.02.1991 | −9,1 13.03.13 | −4,7 07.04.21 | −1,6 07.05.1997 | 1,4 05.06.1991 | 4,8 04.07.1990 | 5,7 24.08.1993 | 2,1 30.09.18 | −4,3 29.10.03 | −8,5 24.11.1998 | −13,6 18.12.10 | −13,7 2013 |
| Record de chaleur (°C) date du record | 14,8 09.01.15  | 18,5 26.02.19  | 23,1 31.03.21 | 26,6 29.04.10 | 30,3 27.05.05   | 34,1 18.06.22  | 40,8 25.07.19  | 38,2 06.08.03  | 34 15.09.20  | 28 01.10.11   | 19,8 06.11.18   | 15,8 30.12.22  | 40,8 2019  |
| Précipitations (mm)                   | 61,2           | 49,9           | 53,5          | 43,3          | 58,7            | 56,7           | 60,7           | 64,7           | 55,9         | 69,6          | 72,1            | 84             | 730,3      |

## Urbanisme

### Typologie
Au 1er janvier 2024, Bécordel-Bécourt est catégorisée commune rurale à habitat dispersé, selon la nouvelle grille communale de densité à sept niveaux définie par l'Insee en 2022.
Elle est située hors unité urbaine. Par ailleurs la commune fait partie de l'aire d'attraction de Méaulte, dont elle est une commune de la couronne,. Cette aire, qui regroupe 9 communes, est catégorisée dans les aires de moins de 50 000 habitants,.

### Occupation des sols
L'occupation des sols de la commune, telle qu'elle ressort de la base de données européenne d'occupation biophysique des sols Corine Land Cover (CLC), est marquée par l'importance des territoires agricoles (98,9 % en 2018), en diminution par rapport à 1990 (100 %). La répartition détaillée en 2018 est la suivante : 
terres arables (87,5 %), zones agricoles hétérogènes (11,4 %), zones industrielles ou commerciales et réseaux de communication (1,1 %). L'évolution de l'occupation des sols de la commune et de ses infrastructures peut être observée sur les différentes représentations cartographiques du territoire : la carte de Cassini (XVIIIe siècle), la carte d'état-major (1820-1866) et les cartes ou photos aériennes de l'IGN pour la période actuelle (1950 à aujourd'hui).

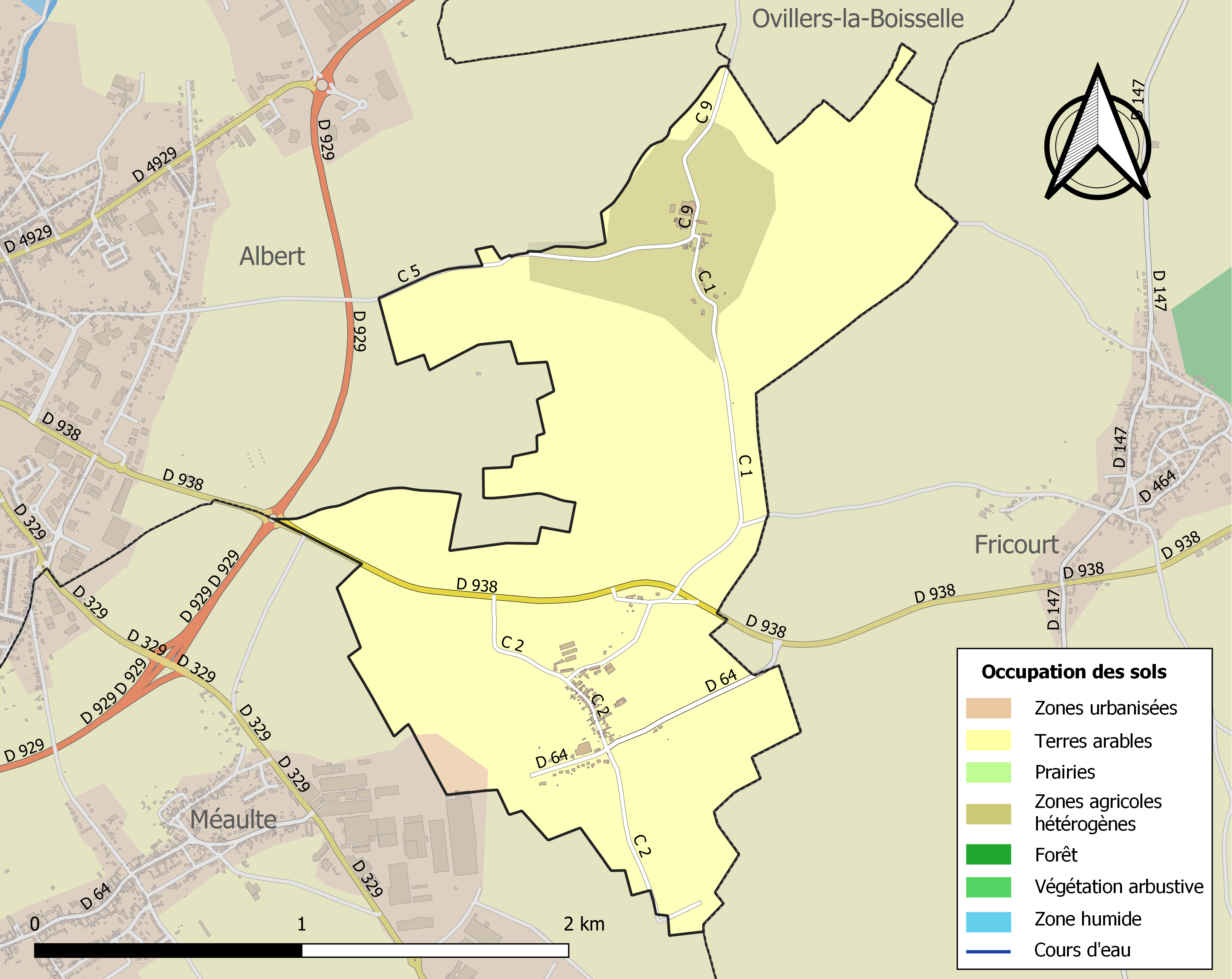
Carte des infrastructures et de l'occupation des sols de la commune en 2018 (CLC).

### Habitat
La commune est composée de deux agglomérations, le village de Bécourt et le hameau de Bécordel. Elle fait désormais partie de la péri-urbanisation albertine.

## Toponymie
Bécordel est attesté sous les formes Becourdel (1301) ; Bécordel (1637) ; Becoudel (1648) ; Beccordel (1784).

Bécordel est le diminutif de Bécourt.
Bécourt est attesté sous les formes Becort (1119) ; Becolt (1170) ; Beccort (1207) ; Bécourt (1278) ; Boucourt-en-Boulenoys (XIVe siècle) ; Beckourt (1341) ; Bécourt-aux-Bois (1363) ; Becoud (1465) ; Beccourt (XVIe siècle).

Signification : la ferme, le domaine (court) de Becco, nom de personne germanique.

## Histoire

### Moyen Âge
Il existait, au Moyen Âge, un château-fort à Bécourt. On ne connaît que deux seigneurs du nom de Bécourt : Gilles de Bécourt par une archive de l'abbaye de Corbie, en 1278 et François de Bécourt, abbé de Mareuil en 1499.
Le plus ancien titre mentionnant Bécordel date du 10 août 1363, dans un document intitulé, Lettres portant exemption pour la ville de Bécourdel du droit de péage et de travers dans la ville d'Encre.

### Époque moderne
La seigneurie de Bécourdel, au XVIe siècle était la possession de la famille Morel. Foursy Morel fut lieutenant du gouverneur de Péronne et seigneur de Bécordel en 1549.
En 1619, Simon Picquet était seigneur de Bécourt-aux-Bois.
En 1653, le village de Bécourt fut détruit par les troupes du Grand Condé au service de l'Espagne pendant la guerre franco-espagnole.
En 1658, la seigneurie de Bécourt passa à la famille d'Héricourt puis en 1670 à la famille de La Noguière. Toussaint de Tende, issu d'une branche cadette de l'illustre famille des Lascaris (famille impériale byzantine), par son mariage avec Anne Hélène Thérèse de la Noguière devint sieur de Bécourt. Son fils, Guillaume-Gaspard, dit le comte de Tende, lui succéda. C'est lui qui fit construire le château de Bécourt actuel. Il décéda en 1750. À la mort de sa veuve, Marie-Hyacinthe de Linars d'Aveluy en 1772, la terre de Bécourt passa peu après à un gentilhomme poitevin, Charles de Valicourt. La famille Valicourt la conserva  jusqu'au XIXe siècle.
En 1751, Morel de Bécordel était conseiller au bailliage d'Amiens. Gilbert Morel de Bécordel fut maire d'Amiens de 1762 à 1766.

### Époque contemporaine
Le village, détruit pendant les combats de la bataille de la Somme de la Première Guerre mondiale, a été reconstruit.

## Politique et administration

### Intercommunalité
La commune fait partie de la communauté de communes du Pays du Coquelicot.

### Liste des maires
| Période                                  | Période                   | Identité               | Étiquette | Qualité                        |
| ---------------------------------------- | ------------------------- | ---------------------- | --------- | ------------------------------ |
| Les données manquantes sont à compléter. |                           |                        |           |                                |
| mars 2001                                | 2008                      | Léon Villain           |           |                                |
| mars 2008                                | En cours (au 29 mai 2020) | M. Dominique Devillers |           | Réélu pour le mandat 2020-2026 |

## Population et société

### Démographie
L'évolution du nombre d'habitants est connue à travers les recensements de la population effectués dans la commune depuis 1793. Pour les communes de moins de 10 000 habitants, une enquête de recensement portant sur toute la population est réalisée tous les cinq ans, les populations de référence des années intermédiaires étant quant à elles estimées par interpolation ou extrapolation. Pour la commune, le premier recensement exhaustif entrant dans le cadre du nouveau dispositif a été réalisé en 2004.

En 2022, la commune comptait 154 habitants, en évolution de −4,35 % par rapport à 2016 (Somme : −1,26 %, France hors Mayotte : +2,11 %).
| 1793 | 1800 | 1806 | 1821 | 1831 | 1836 | 1841 | 1846 | 1851 |
| ---- | ---- | ---- | ---- | ---- | ---- | ---- | ---- | ---- |
| 165  | 178  | 158  | 177  | 173  | 199  | 199  | 204  | 192  |

| 1856 | 1861 | 1866 | 1872 | 1876 | 1881 | 1886 | 1891 | 1896 |
| ---- | ---- | ---- | ---- | ---- | ---- | ---- | ---- | ---- |
| 196  | 187  | 185  | 161  | 159  | 149  | 150  | 138  | 122  |

| 1901 | 1906 | 1911 | 1921 | 1926 | 1931 | 1936 | 1946 | 1954 |
| ---- | ---- | ---- | ---- | ---- | ---- | ---- | ---- | ---- |
| 112  | 133  | 142  | 96   | 130  | 144  | 173  | 152  | 152  |

| 1962 | 1968 | 1975 | 1982 | 1990 | 1999 | 2004 | 2006 | 2009 |
| ---- | ---- | ---- | ---- | ---- | ---- | ---- | ---- | ---- |
| 147  | 146  | 144  | 142  | 139  | 122  | 159  | 171  | 166  |

| 2014 | 2019 | 2022 | - | - | - | - | - | - |
| ---- | ---- | ---- | - | - | - | - | - | - |
| 162  | 156  | 154  | - | - | - | - | - | - |

### Enseignement
Les communes de Fricourt, Bécordel-Bécourt et Mametz sont associées au sein d'un regroupement pédagogique intercommunal.

## Économie

### Activités économiques et de services
La vie économique de la commune est liée à celle de la ville d'Albert et de Méaulte.

## Culture locale et patrimoine

### Lieux et monuments

#### Église Saint-Vaast
L'église Saint Vaast est un édifice de la reconstruction de l'entre-deux-guerres après la destruction du précédent édifice pendant la Première Guerre mondiale. La décoration de l'intérieur de l'édifice est composée de céramiques réalisées par Maurice Dhomme : maître-autel, ambon, banc de communion, autel latéral, fonts baptismaux, chapiteaux des colonnes et pilastres, bénitiers...

#### Château de Bécourt
Le château de Bécourt, en brique et pierre est une construction dont l'origine remonte au XVIIIe siècle qui s'élève sur deux niveaux ; l'étage étant mansardé. Ravagé pendant la Grande Guerre, il a perdu sa décoration et son mobilier anciens. Le château est devenu propriété de la ville d'Albert. Tout à côté, La chapelle sépulcrale appartient toujours à la famille des anciens propriétaires. Le château lui-même a été récemment rénové, avec un jardin d'agrément inventorié.

#### Chapelle castrale
La chapelle castrale a été fondée en 1767 par Guillaume Gaspard de Tende et son épouse Marie-Hiasinte Linars qui y est inhumée.

#### Cimetières militaires
- le cimetière militaire britannique de Bécourt, géré par la CWGC
- le cimetière de Dartmoor, géré par la CWGC

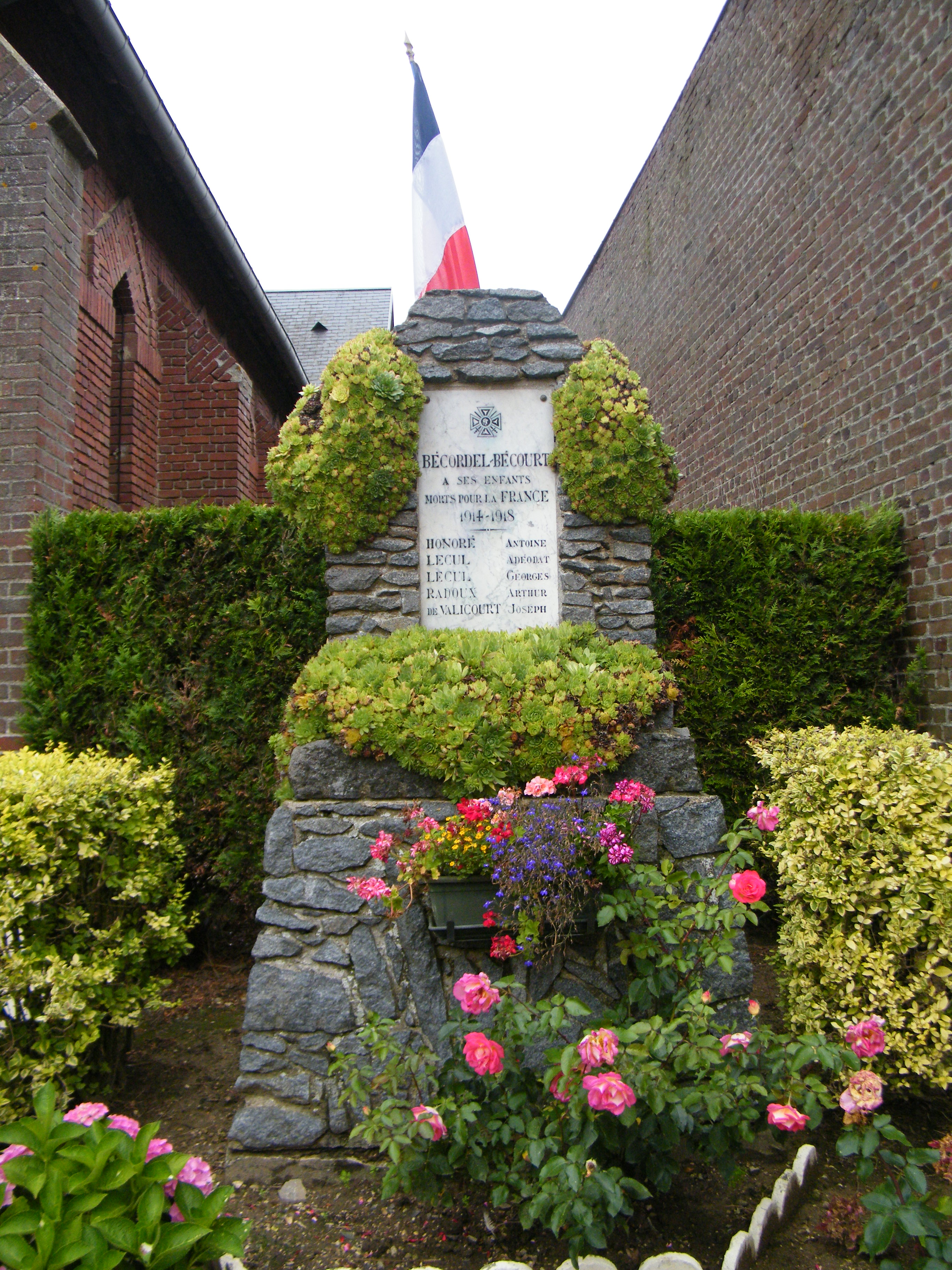
Monument aux morts.
Saint-Vaast.

## Pour approfondir